# Echoing River
Der Echoing River ist ein rechter Nebenfluss des Gods River in den kanadischen Provinzen Ontario und Manitoba.
Der Echoing River hat seinen Ursprung im Echoing Lake im Kenora District unweit der Grenze zu Manitoba. Er durchfließt den Kanadischen Schild in überwiegend nördlicher Richtung und überquert die Grenze nach Manitoba. Er nimmt die Nebenflüsse Hanson River, Pasquatchai River und Sturgeon River von rechts sowie den Wapikan River von links auf. Bei Shamattawa mündet der Echoing River schließlich von rechts kommend in den Gods River, einem Nebenfluss des Hayes River. Der Echoing River hat eine Länge von etwa 250 km.